# Michal Trávníček
Michal Trávníček (* 14. března 1980 Děčín) je bývalý český hokejový útočník, který odehrál za extraligový klub HC Verva Litvínov přes tisíc utkání a mezi lety 2012–2019 byl jeho kapitánem. Po dvou sezónách za prvoligový HC Slovan Ústí nad Labem naposledy hrál za druholigový HC Děčín v ročníku 2022/2023. V červenci 2024 se stal hlavním trenérem Děčína.

## Hráčská kariéra
- 1998/1999 HC Chemopetrol Litvínov
- 1999/2000 HC Chemopetrol Litvínov
- 2000/2001 St. John's Maple Leafs (AHL)
- 2001/2002 St. John's Maple Leafs (AHL), 2001/2002 HC Chemopetrol Litvínov
- 2002/2003 HC Chemopetrol Litvínov
- 2003/2004 HC Chemopetrol Litvínov
- 2004/2005 HC Chemopetrol Litvínov
- 2005/2006 HC Chemopetrol Litvínov, PSG Zlín
- 2006/2007 HC Chemopetrol Litvínov
- 2007/2008 HC Litvínov, HC Most
- 2008/2009 HC Litvínov ELH
- 2009/2010 HC Benzina Litvínov ELH
- 2010/2011 HC Benzina Litvínov ELH
- 2011/2012 HC Verva Litvínov ELH
- 2012/2013 HC Verva Litvínov ELH
- 2013/2014 HC Verva Litvínov ELH
- 2014/2015 HC Verva Litvínov ELH
- 2015/2016 HC Verva Litvínov ELH
- 2016/2017 HC Verva Litvínov ELH
- 2017/2018 HC Verva Litvínov ELH
- 2018/2019 HC Verva Litvínov ELH
- 2019/2020 HC Verva Litvínov ELH
- 2020/2021 HC Slovan Ústí nad Labem 1. česká hokejová liga
- 2021/2022 HC Slovan Ústí nad Labem 1. česká hokejová liga
- 2022/2023 HC Děčín 2. česká hokejová liga